# Long Rock
Long Rock (cornique : Carrek Hyr) est un village de l'ouest des Cornouailles, en Angleterre, au Royaume-Uni.
Il est situé à environ 1.6 km à l'est de Penzance et 1,6 km à l'ouest de Marazion, dans la paroisse civile (civil parish) de Ludgvan. Long Rock est établi sur la rive de la Mount's Bay au centre de la plage qui s'étend de Penzance à Marazion, sur environ 4 km. La plage est adossée à une digue le long de laquelle passe la voie ferrée principale de Cornouailles et le chemin côtier du Sud-Ouest .
Le village est desservi par la route A30, au nord du village, qui longe des terrains industriels et un parc commercial. Il communique également avec l'héliport de Penzance, situé entre Long Rock et Penzance. Reconstruit en 2019, après avoir été démoli en 2014, cet héliport entretient, depuis le printemps 2020, un service régulier vers les îles Scilly.

## Équipements
Les écoles primaires les plus proches de Long Rock sont situées à Gulval et Ludgvan tandis que l'école secondaire la plus proche, Humphry Davy School, est située à Penzance.
Les équipements du village comprennent une boutique, un bureau de poste, deux pubs (dont un proposant des chambres d'hôtes), une maison de retraite, un fournisseur équestre et agricole, une salle pouvant être louée, deux lieux de formation moto, une entreprise de location de voitures et plusieurs entreprises de vente de voitures. 
La zone industrielle abrite, quant à elle, un commerce de verre, un réparateur d'ordinateurs, un vétérinaire et une entreprise d'énergie solaire.
La Long Rock Playing Field Association a récemment reçu une subvention pour installer de nouveaux équipements de jeu. Le conseil de district de Penwith a également construit une nouvelle «zone d'agrément» dans un champ proche de l'A30.
Le marais de Marazion, une réserve naturelle RSPB, louée à Lord St Levan, est située à environ 800m à l'est du village.
La station de radio communautaire locale est Coast FM (anciennement Penwith Radio), qui diffuse sur 96,5 et 97,2 FM.

## Transport
Long Rock est le site d'un hangar à locomotives . Autrefois destiné aux locomotives à vapeur, ce hangar est le dépôt le plus au sud-ouest de l'ancien réseau de la Great Western Railway . Désormais connu sous le nom de Penzance TMD, il s'agit d'un dépôt de ravitaillement et d'entretien pour les locomotives diesel et les ensembleHST.
Long Rock propose également des services de bus pour Penzance et Truro et se trouve sur le réseau de pistes cyclables The Cornish Way.